# Vendresse
Vendresse település Franciaországban, Ardennes megyében. Lakosainak száma 479 fő (2022. január 1.). Vendresse La Neuville-à-Maire, Omicourt, Omont, Sapogne-et-Feuchères, Sauville, Villers-le-Tilleul, Chémery-Chéhéry, Flize, Bairon-et-ses-Environs és Tannay-le-Mont-Dieu községekkel határos.

## Népesség
A település népessége az elmúlt években az alábbi módon változott:
| Lakosok száma | 473  | 406  | 400  | 465  | 502  | 523  | 494  | 480  | 477  | 479  |
|               | 1968 | 1982 | 1999 | 2006 | 2011 | 2015 | 2017 | 2018 | 2020 | 2022 |